# 渭南市中心医院
渭南市中心医院位于中国陕西省渭南市胜利大街中段，是关中东部地区唯一的一所三级甲等医院。医院创建于1931年，历经90余年沧桑巨变，现已发展成为一所集医疗、教学、科研、预防保健为一体的现代化三级甲等综合医院。是西安交通大学医学部、陕西中医药大学附属医院、温州医科大学教学医院，中国医学科学院阜外医院渭南市中心医院心血管病技术培训中心，与空军军医大学西京医院军民共建渭南市中心医院心血管病医院。国家卫健委国际紧急救援中心网络医院，国家首批综合性住院医师规范化性培育基地。渭南市“120”急救中心、市传染病院挂靠医院。成立“渭南市心血管病医院”和“渭南市肿瘤医院”两个院中院。胸痛中心通过中国胸痛中心认证，正式成为国家级标准版胸痛中心。
医院位于渭南市胜利大街中段，占地165亩，建筑面积18万平方米，编制床位1650张。目前在岗职工2222人，卫生专业技术人员1869人，其中高级人员66人，副高级人员205人，硕士研究生学历221人，博士学历3人。享受国务院津贴专家1名；市有突出贡献拔尖人才16名、首席行业专家3名、“三三人才”10名、“百名科技人才”6名、医疗卫生领军人才4名、自然科学和工程技术类青年人才8名。医院年门急诊量103万人次，出院6.3万人次，手术1.7万人次。